# بوبي ستارك
بوبي ستارك (بالإنجليزية: Bobby Stark)‏ هو عازف جاز أمريكي، ولد في 6 يناير 1906 في نيويورك في الولايات المتحدة، وتوفي بنفس المكان في 29 ديسمبر 1945.

## وصلات خارجية
- بوبي ستارك على موقع ميوزك برينز (الإنجليزية)
- بوبي ستارك على موقع أول ميوزيك (الإنجليزية)
- بوبي ستارك على موقع ديسكوغز (الإنجليزية)